# Asiatiska mästerskapen i taekwondo
Asiatiska mästerskapen i taekwondo är mästerskapen i taekwondo i Asien som vanligen arrangeras vartannat år. Den första upplagan arrangerades 1974 i Seoul av Asian Taekwondo Union.

## Upplagor
| Nr | År   | Datum                   | Värd                        |
| -- | ---- | ----------------------- | --------------------------- |
| 1  | 1974 | 18–20 oktober           | Seoul, Sydkorea             |
| 2  | 1976 | 16–17 oktober           | Melbourne, Australien       |
| 3  | 1978 | 8–10 september          | Hongkong                    |
| 4  | 1980 | 14–16 november          | Taipei, Taiwan              |
| 5  | 1982 | 9–11 december           | Singapore                   |
| 6  | 1984 | 9–11 november           | Manila, Filippinerna        |
| 7  | 1986 | 18–20 april             | Darwin, Australien          |
| 8  | 1988 | 23–25 mars              | Kathmandu, Nepal            |
| 9  | 1990 | 2–4 juni                | Taipei, Taiwan              |
| 10 | 1992 | 31 januari – 2 februari | Kuala Lumpur, Malaysia      |
| 11 | 1994 | 28–30 januari           | Manila, Filippinerna        |
| 12 | 1996 | 14–16 juni              | Melbourne, Australien       |
| 13 | 1998 | 15–17 maj               | Ho Chi Minh-staden, Vietnam |
| 14 | 2000 | 13–16 maj               | Hongkong                    |
| 15 | 2002 | 26–28 april             | Amman, Jordanien            |
| 16 | 2004 | 20–23 maj               | Seongnam, Sydkorea          |
| 17 | 2006 | 21–23 april             | Bangkok, Thailand           |
| 18 | 2008 | 26–28 april             | Luoyang, Kina               |
| 19 | 2010 | 21–23 maj               | Astana, Kazakstan           |
| 20 | 2012 | 9–11 maj                | Ho Chi Minh-staden, Vietnam |
| 21 | 2014 | 26–28 maj               | Tasjkent, Uzbekistan        |
| 22 | 2016 | 18–20 april             | Pasay, Filippinerna         |
| 23 | 2018 | 26–28 maj               | Ho Chi Minh-staden, Vietnam |
| 24 | 2021 | 16–18 juni              | Beirut, Libanon             |
| 25 | 2022 | 24–27 juni              | Chuncheon, Sydkorea         |
| 26 | 2024 | 16–18 maj               | Da Nang, Vietnam            |